# Berzelia rubra
Berzelia rubra är en tvåhjärtbladig växtart som beskrevs av Diederich Franz Leonhard von Schlechtendal. Berzelia rubra ingår i släktet Berzelia och familjen Bruniaceae. Inga underarter finns listade.